# Syzetoninus parallelus
Syzetoninus parallelus es una especie de coleóptero de la familia Aderidae.

## Distribución geográfica
Habita en Australia.